# Asterosmilia
Genre
Asterosmilia forme un genre, éteint, de coraux de la famille des Astrocoeniidae.

## Liste d'espèces
Asterosmilia comprend les espèces suivantes :
Selon ITIS (20 août 2015) :
- Asterosmilia gigas (van der Horst, 1931)
- Asterosmilia marchadi (Chevalier, 1966)
- Asterosmilia prolifera (De Pourtalès, 1871)

Selon World Register of Marine Species (20 août 2015) :
- Asterosmilia abnormalis (Duncan, 1864)